# Zumikon
Zumikon (toponimo tedesco) è un comune svizzero di 5 158 abitanti del Canton Zurigo, nel distretto di Meilen.

## Monumenti e luoghi d'interesse
- Chiesa riformata, attestata dal 1271 e ricostruita nel 1730-1731[1].

## Società

### Evoluzione demografica
L'evoluzione demografica è riportata nella seguente tabella:
Abitanti censiti

## Infrastrutture e trasporti
Zumikon è servito dall'omonima stazione sulla ferrovia della Forch ed è il capolinea dell'autostrada A52.

## Amministrazione
Ogni famiglia originaria del luogo fa parte del cosiddetto comune patriziale e ha la responsabilità della manutenzione di ogni bene ricadente all'interno dei confini del comune.